# L'Observateur paalga
L'Observateur paalga est un quotidien d'information générale burkinabè créé en 1973 par le journaliste burkinabè Édouard Ouedraogo et son frère Martial Ouedraogo. Publié en français, il est considéré comme le premier quotidien burkinabè et premier quotidien privé indépendant de l'Afrique de l'Ouest francophone. 

## Historique

### Création
Le journal est fondé le 28 mai 1973 à Ouagadougou sous le nom L'Observateur avec trois journalistes. Le numéro coutait 25 francs CFA à l'époque. L'initiative d'éditer ce quotidien vient d'Édouard Ouedraogo (directeur de publication) soutenu financièrement par son frère ainé Martial Ouedraogo, un homme d'affaires décédé en 2010. L'Observateur est le plus ancien quotidien au Burkina Faso et le premier quotidien privé indépendant de l'Afrique de l'Ouest francophone. Le journal était à l'état projet quand en 1972, un litige foncier opposant la commune de Ouagadougou à la famille Ouedraogo vient sonner le déclic. Le quotidien tire à environ 7 000 exemplaires, ce qui en faisait en 2003 le journal le plus lu du Burkina. En 2023 le quotidien célèbre ses 50 ans d'existence,.

### Incendie en 1984 et changement de nom
Le 10 juin 1984, à cause de sa ligne éditoriale, le journal est victime d'un incendie criminel pendant la révolution sous le régime du capitaine Thomas Sankara.  Interdit sous Thomas Sankara (à partir de juin 1984) puis sous Blaise Compaoré, il reparaît le 15 février 1991 sous son nom actuel L'Observateur paalga. « Paalga » signifie nouveau en moré (Mossi).